# Nigel Cawthorne
Nigel Cawthorne (ur. 27 marca 1951 w Chicago) – amerykański dziennikarz, pisarz, popularyzator historii, wydawca.

## Życiorys
Pisarz urodził się 27 marca 1951 roku w Chicago w Stanach Zjednoczonych. Jest autorem ponad 80 książek historycznych. Książki Cawthorne'a wydawane są przez The Guardian oraz The New York Times. Jego książki cechują się kompilacją popularnej historii oraz brakiem bibliografii i przypisów. Książki Cawthorne'a budzą kontrowersje, ze względu na często poruszane wątki seksualne oraz zaskakującą interpretację wątków historycznych. Jedna z jego najbardziej znanych powieści Taking Back My Name – autobiografia Ike Turnera – wywołała tak ogromne kontrowersje, że pisarz został wezwany do sądu. Cawthorne występował w telewizji oraz w BBC Radio 4.
Prywatnie Nigel ma dziewczynę oraz syna Colina, z którymi mieszka w Londynie.

## Wybrana twórczość
1. 100 największych dowódców (polskie wyd. 2009 r.)
2. 100 tyranów, despotów i dyktatorów (polskie wyd. 2007 r.)
3. Bardzo prywatne życie artystów (polskie wyd. 2004 r.)
4. Czołgi w natarciu (polskie wyd. 2009 r.)
5. Decydujące bitwy II wojny światowej (polskie wyd. 2009 r.)
6. Decydujący dzień. Inwazja aliantów w Normandii. (polskie wyd. 2010 r.)
7. Historia SS. Legiony śmierci w służbie Hitlera. (polskie wyd. 12 października 2012 r.)
8. Największe bitwy w historii. (polskie wyd. 2008 r.)
9. Publiczne egzekucje. (polskie wyd. 5 lutego 2014 r.)
10. The Mammoth Book of the Mafia (wyd. 25 czerwca 2009)
11. Tyrani i dyktatorzy. Prawdziwe historie. (polskie wyd. 2013 r.)
12. Wiedźmy i czarownice. Historia prześladowań. (polskie wyd. 2006 r.)
13. Wraki morskie. (polskie wyd. 2009 r.)
14. Życie erotyczne amerykańskich prezydentów. (polskie wyd. 1996 r.)
15. Życie erotyczne dyktatorów. (polskie wyd. 2005 r.)
16. Życie erotyczne gwiazd Hollywood. (polskie wyd. 2005 r.)
17. Życie prywatne angielskich władców: ukazane w pełnym świetle życie angielskich monarchów od Henryka VIII po dzień dzisiejszy. (polskie wyd. 2000 r.)
18. Życie seksualne papieży. (polskie wyd. 2000 r.)
19. The Bamboo Cage: The Full Story of the American Servicemen Still Missing in Vietnam (wyd. 1991)
20. The Iron Cage
21. Sex Lives of the Hollywood Goddesses
22. Sex Lives of the Hollywood Goddesses 2
23. Sex Lives of the Hollywood Idols
24. Sex Lives of the Great Artists
25. Sex Lives of the Great Composers
26. Sex Lives of the Famous Gays
27. Sex Lives of the Famous Lesbians
28. Sex Lives of the Roman Emperors
29. Strange Laws of Old England
30. Curious Cures of Old England
31. Amorous Antics of Old England
32. Sex Secrets of Old England
33. The Art of Japanese Prints
34. The Art of India
35. The Art of Native North America
36. The Art of the Aztecs
37. The Art of Icons
38. The Art of Frescoes
39. Taking Back My Name